# Vieux-Port - Hôtel de ville (métro de Marseille)
La station Vieux-Port - Hôtel de ville est une station de la ligne 1 du métro de Marseille.

## Histoire et localisation

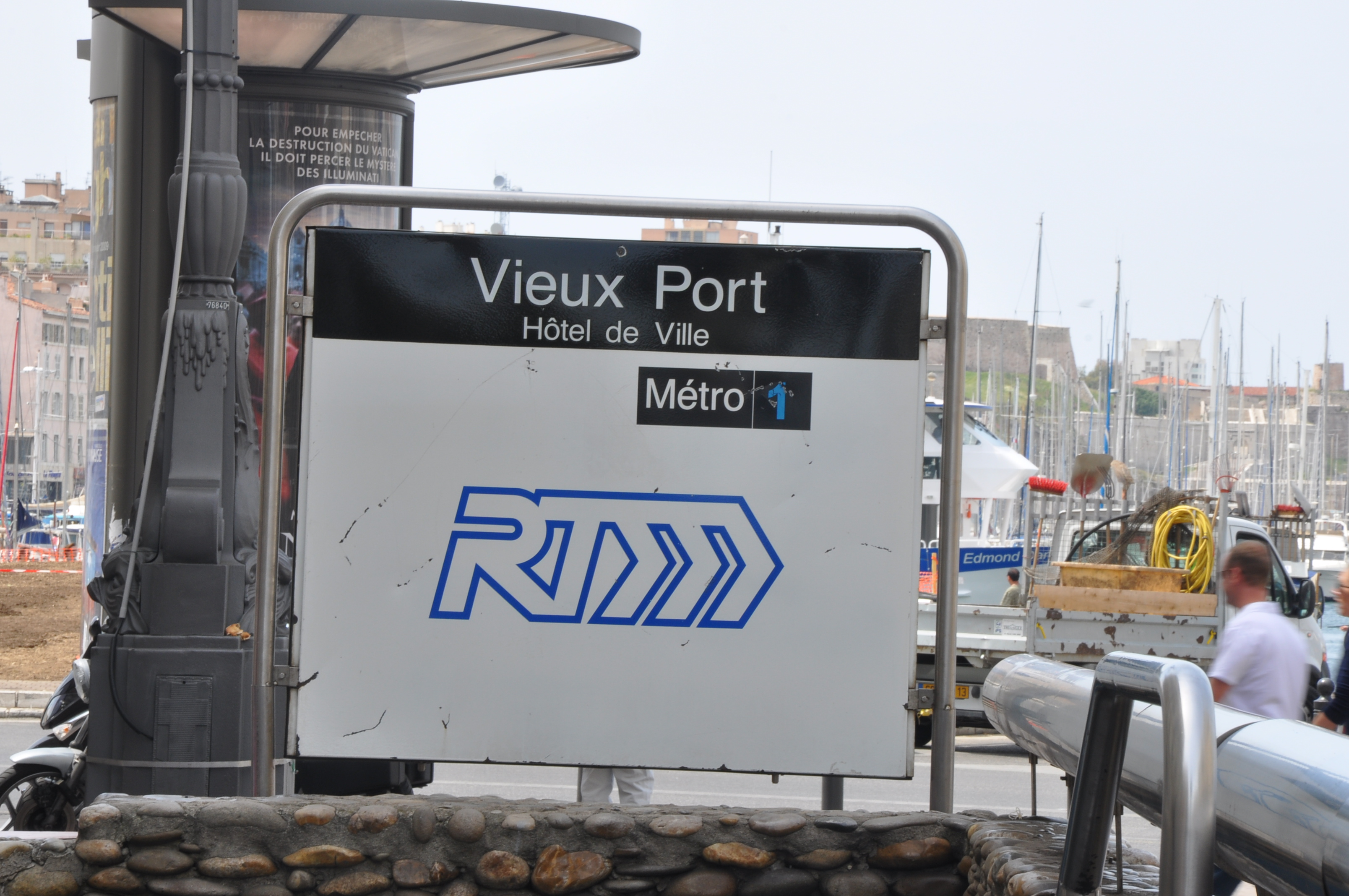
Entrée de la station côté Canebière.

Cette station est située sur la ligne 1 du métro de Marseille, à une distance de 7,344 m du terminus La Rose. La station se trouve dans le premier arrondissement de Marseille, au niveau du Quai des Belges. La station comporte trois accès.
La station a été inaugurée le 11 mars 1978, lors de la mise en service de la ligne 1.

## Architecture
Comme la plupart des stations bâties lors de la construction de la ligne, cette station est bâtie sur deux niveaux :
- niveau de surface : entrée, accès escalators, vente et compostage des billets, point d'accueil
- niveau souterrain : voies opposées et quai central.

La station possède un quai unique, desservant les deux voies du métro. Les décorations murales sont une œuvre de Pierre-Alain Hubert.
En 2024, des ascenseurs ont été mis en service.

## Sites desservis
- Vieux-Port de Marseille
- Mairie de la ville de Marseille
- Centre Bourse
- Opéra de Marseille

## Services
- Service assuré du lundi au dimanche de 5h à 1h.
- Distributeurs de titres: possibilité de régler par billets, pièces, carte bancaire.
- Point accueil info RTM ouvert tous les jours de 6h50 à 19h40.

## Correspondances RTM
Un certain nombre de correspondances sont disponibles avec le réseau d'autobus de la RTM : 
- Lignes faisant terminus :

- - Terminus Métro Vieux-Port situé quai de la Fraternité :
  - Ligne    N1  en direction de Luminy parc national des Calanques.
  - Ligne    N2  en direction de Technopole de Château Gombert.

- - Terminus Canebière (Bourse) situé rue des Fabres :
  - Ligne    en direction des Aygalades.
  - Ligne    en direction de St Jérôme IUT.
  - Ligne    en direction du Lycée St Exupéry.
  - Ligne    en direction du Canet Jean Jaurès.
  - Ligne    en direction de l’Hôpital Nord.
  - Ligne    en direction des Caillols centre urbain.
  - Ligne    en direction de La Savine les Pins.
  - Ligne    en direction de St Jérôme parking relais.
  - Ligne    en direction des Cinq Avenues.

- - Terminus Vieux-Port Ballard situé cours Jean-Ballard :
  - Ligne    en direction du Métro Rond-Point du Prado.
  - Ligne    en direction de la Colline de la Garde (en soirée, à la demande).
  - Ligne    en direction de Bompard.
  - Ligne    en direction de l’Église d’Endoume.

- Lignes passant à proximité :
  - Arrêt Métro Vieux-Port situé place Gabriel-Péri :
  - Ligne    en direction des Réformés Canebière ou de Vauban.
  - Ligne    en direction de la Joliette ou du Roucas Blanc.
  - Ligne    en direction du MUCEM St Jean ou de Notre Dame de la Garde.

- - Arrêt Métro Vieux-Port situé quai de la Fraternité :
  - Ligne    en direction de Pharo Catalans ou de la Gare St Charles.
  - Ligne    en direction d’Euroméditerranée Arenc ou du Métro Rond-Point du Prado.

- - Arrêt Vieux-Port Ballard situé cours Jean-Ballard :
  - Ligne    en direction de Vauban.
  - Ligne    en direction du Roucas Blanc.
  - Ligne    en direction de Notre Dame de la Garde.